# Nakazava Júdzsi
Nakazava Júdzsi (Szaitama, 1978. február 25. –) japán válogatott labdarúgó.
A japán válogatott tagjaként részt vett a 2006-os és a 2010-es világbajnokságon.

## Statisztika
| Japán válogatott | Japán válogatott | Japán válogatott |
| Időszak          | Mérk.            | gól              |
| ---------------- | ---------------- | ---------------- |
| 1999             | 1                | 0                |
| 2000             | 6                | 2                |
| 2001             | 2                | 0                |
| 2002             | 1                | 0                |
| 2003             | 4                | 0                |
| 2004             | 15               | 5                |
| 2005             | 12               | 1                |
| 2006             | 12               | 1                |
| 2007             | 13               | 2                |
| 2008             | 16               | 4                |
| 2009             | 14               | 2                |
| 2010             | 14               | 0                |
| Összesen         | 110              | 17               |